# Форт Вали (Џорџија)
Форт Вали (енгл. Fort Valley) град је у америчкој савезној држави Џорџија. По попису становништва из 2010. у њему је живело 9.815 становника.

## Демографија
Према попису становништва из 2010. у граду је живело 9.815 становника, што је 1.810 (22,6%) становника више него 2000. године.
| Група             | 2000.         | 2010.         |
| Белци             | 1.626 (20,3%) | 1.116 (11,4%) |
| Афроамериканци    | 5.976 (74,7%) | 8.006 (81,6%) |
| Азијати           | 20 (0,2%)     | 25 (0,3%)     |
| Хиспаноамериканци | 350 (4,4%)    | 570 (5,8%)    |
| Укупно            | 8.005         | 9.815         |